# Joan Baptista Massip
Joan Baptista Massip fou un mestre de capella i tenor del segle xviii format al municipi de Lleida.
Durant el 4 de novembre del 1739 la comissió de Sant Esteve d'Olot va anunciar davant la comunitat de preveres una votació secreta per escollir al nou mestre de capella. Aquesta votació es va fer mitjançant la recaptació de pretendents que podien aspirar al magisteri i que ja estaven exercint en altra parròquia, entre els quals estava Joan Baptista.
Joan va ser el quart aspirant d'entre set candidats. En aquell moment, exercia el magisteri de Torroella de Montgrí on mostrava i feia ús de la seva veu prodigiosa de tenor.